# Nuoto ai Giochi della XXIV Olimpiade - 400 metri stile libero femminili
Hanno partecipato alle batterie di qualificazione 30 atlete: le prime 8 si sono qualificate per la finale A le successive 8 invece si sono qualificate per la finale B.

## Batterie di qualificazione
22 settembre 1988
- Q = Qualificate per la finale A
- q = qualificate per la finale B

| Posizione | Atleta                 | Paese            | Tempo   | Note |
| --------- | ---------------------- | ---------------- | ------- | ---- |
| 1         | Janet Evans            | Stati Uniti      | 4:10.12 | Q    |
| 2         | Anke Moehring          | Germania Est     | 4:10.64 | Q    |
| 3         | Tami Bruce             | Stati Uniti      | 4:10.73 | Q    |
| 4         | Janelle Elford         | Australia        | 4:11.07 | Q    |
| 5         | Heike Friedrich        | Germania Est     | 4:11.30 | Q    |
| 6         | Isabelle Arnould       | Belgio           | 4:11.71 | Q    |
| 7         | Stephanie Ortwig       | Germania Ovest   | 4:12.18 | Q    |
| 8         | Natalia Trefilova      | Unione Sovietica | 4:12.20 | Q    |
| 9         | Noemi Ilkiko Lung      | Romania          | 4:12.42 | q    |
| 10        | Sheridan Burge-Lopez   | Australia        | 4:12.77 | q    |
| 11        | Antoaneta Strumenlieva | Bulgaria         | 4:13.25 | q    |
| 12        | Manuela Melchiorri     | Italia           | 4:15.40 | q    |
| 13        | Chikako Nakamori       | Giappone         | 4:15.51 | q    |
| 14        | Cecile Prunier         | Francia          | 4:15.63 | q    |
| 15        | Stela Marian Pura      | Romania          | 4:15.78 | q    |
| 16        | Patricia Noall         | Canada           | 4:15.90 | q    |
| 17        | Dalby Irene            | Norvegia         | 4:16.22 |      |
| 18        | Ruth Gilfillan         | Regno Unito      | 4:16.66 |      |
| 19        | Tomomi Hosoda          | Giappone         | 4:17.30 |      |
| 20        | Eva Mortensen          | Danimarca        | 4:18.06 |      |
| 21        | Yan Ming               | Cina             | 4:18.58 |      |
| 22        | Alexandra Russ         | Germania Ovest   | 4:18.67 |      |
| 23        | Huda Abdullah Nurul    | Malaysia         | 4:19.33 |      |
| 24        | Patricia Amorim        | Brasile          | 4:19.64 |      |
| 25        | Christelle Janssens    | Belgio           | 4:19.95 |      |
| 26        | Pernille P Jensen      | Danimarca        | 4:20.96 |      |
| 27        | June Croft             | Regno Unito      | 4:21.98 |      |
| 28        | Ritajean Garay         | Porto Rico       | 4:24.84 |      |
| 29        | Judit Csabai           | Ungheria         | 4:25.52 |      |
| 30        | Senda Gharbi           | Tunisia          | 4:34.67 |      |

## Finale A
22 settembre 1988
| Posizione | Atleta            | Paese            | Tempo      |
| --------- | ----------------- | ---------------- | ---------- |
|           | Janet Evans       | Stati Uniti      | 4:03.85 WR |
|           | Heike Friedrich   | Germania Est     | 4:05.94    |
|           | Anke Moehring     | Germania Est     | 4:06.62    |
| 4         | Tami Bruce        | Stati Uniti      | 4:08.16    |
| 5         | Janelle Esford    | Australia        | 4:10.64    |
| 6         | Isabelle Arnould  | Belgio           | 4:11.73    |
| 7         | Stephanie Ortwig  | Germania Ovest   | 4:13.05    |
| 8         | Natalia Trefilova | Unione Sovietica | 4:13.92    |

## Finale B
| Posizione | Atleta                 | Paese     | Tempo   |
| --------- | ---------------------- | --------- | ------- |
| 9         | Sheridan Burge-Lopez   | Australia | 4:10.21 |
| 10        | Noemi lldiko Lung      | Romania   | 4:11.68 |
| 11        | Stela Marian Pura      | Romania   | 4:12.14 |
| 12        | Antoaneta Strumenlieva | Bulgaria  | 4:13.43 |
| 13        | Patricia Noall         | Canada    | 4:14.70 |
| 14        | Manuela Melchiorri     | Italia    | 4:14.90 |
| 15        | Chikako Nakamori       | Giappone  | 4:15.59 |
| 16        | Cecile Prunier         | Francia   | 4:21.03 |